# Мостар
Мостар је град смјештен на обалама ријеке Неретве усред Херцеговине у Босни и Херцеговини. У Мостару се налази управно сједиште истоимене јединице локалне самоуправе и Херцеговачко-неретванског кантона. По броју становника ово је највеће насељено мјесто у Херцеговини. Према попису из 2013. године, град Мостар је имао 60.195 становника.
Познат је по чувеном Старом мосту, изграђеном у 16. вијеку, који је срушен током рата 1993. због тактичких разлога, да би након рата био изграђен поново. Околина Мостара је веома насељена са богатим селима, попут села Потоци (2.183 становника 2013. године), Врапчићи (3.266 становника 2013. године) и Родоч (3.257 становника 2013. године)

## Географија

### Положај
Мостар се налази на југу Босне и Херцеговине, тачније, у центру Херцеговине. Градско подручје (Мостар и његова околина) географски се може описати као чвориште сјеверне, западне и источне Херцеговине. Кроз центар града се протеже кањон ријеке Неретве, па је Мостар познат и под надимком „град на Неретви“.
У градском подручју (општини) Мостара смјештене су три котлине: Бијело Поље на сјеверу, у којем је смјештена већина сјеверних приградских насеља; Мостарска, у којој је смјештен град Мостар и већина западних приградских насеља, и Бишће Поље на југу, у којој је смјештена већина јужних приградских насеља и мостарска индустријска зона.
Најпознатија брда око мостарске котлине су: Хум, Брканово брдо, Галац, Орловац, Микуљача, Жовница, Планиница и Фортица, а сам град се налази на надморској висини од 60–80 m. Двије најпознатије планине које се налазе у близини Мостара су Вележ и Прењ. Кроз Мостар теку ријеке Неретва и Радобоља, а у његовој ближој околини налазе се: Дрежанка, Буна, Буница и Јасеница. Мостар је, као и већина херцеговачких градова, веома кршевит.

### Клима
Мостар има умјерену средоземну климу са блажим, али хладним зимама (уз мало или нимало снијега), те веома врућим љетима, када температуре у хладу знају износити и до 45 °C. Због тога је Мостар био један од најтоплијих градова у бившој Југославији, а данас је, уз Требиње и Неум, најтоплији град у Босни и Херцеговини. Мостар је уз Атину град са највише сунчаних дана у години, а снег у Мостару је права ријеткост. Зиме у којима се снијег у Мостару задржао више од 15 дана: 1955/56. (15 дана), 1962/63. (23 дана), 1984/85. (27 дана), 2004/05. (15 дана) и 2011/12. (26 дана).
Дана 6. августа 2008. жива у термометру у 13 сати у средишту Мостара досегнула је 39, а на сунцу је измерено чак 56,4 °C. Тачно у поноћ, у ноћи са четвртка, 16. јула, на петак, 17. јула 2009. у Мостару је забиљежена температура зрака од 29,3 °C, што је, по ријечима метеоролога из Федералног хидрометеоролошког завода, највиша ноћна температура икада забиљежена од 1893. откад се у БиХ службено воде метеоролошка мјерења.
Клима у Мостару се у посљедњих десетак година примјетно мијења. Прије изразито сушна клима данас је све влажнија, што љетње врућине чини несношљивим и често зрелим за проглашавање елементарне непогоде. Мостар ипак има угодну климу погодну за узгој различитих врста воћа и поврћа. Јесени и прољећа у Мостару знају бити изразито кишовити.
| Клима Мостара            | Клима Мостара | Клима Мостара | Клима Мостара | Клима Мостара | Клима Мостара | Клима Мостара | Клима Мостара | Клима Мостара | Клима Мостара | Клима Мостара | Клима Мостара | Клима Мостара | Клима Мостара |
| Показатељ \ Месец        | .Јан.         | .Феб.         | .Мар.         | .Апр.         | .Мај.         | .Јун.         | .Јул.         | .Авг.         | .Сеп.         | .Окт.         | .Нов.         | .Дец.         | .Год.         |
| ------------------------ | ------------- | ------------- | ------------- | ------------- | ------------- | ------------- | ------------- | ------------- | ------------- | ------------- | ------------- | ------------- | ------------- |
| Средњи максимум, °C (°F) | 8 (46)        | 11 (52)       | 15 (59)       | 19 (66)       | 24 (75)       | 28 (82)       | 31 (88)       | 31 (88)       | 27 (81)       | 21 (70)       | 15 (59)       | 10 (50)       | 20,0 (68)     |
| Средњи минимум, °C (°F)  | 2 (36)        | 3 (37)        | 5 (41)        | 8 (46)        | 13 (55)       | 16 (61)       | 19 (66)       | 19 (66)       | 15 (59)       | 11 (52)       | 7 (45)        | 3 (37)        | 10,0 (50)     |
| Извор: MSN Weather       |               |               |               |               |               |               |               |               |               |               |               |               |               |

## Историја
Шире подручје данашњег Мостара било је насељено још у праисторијском времену, што потврђују бројна налазишта (више од 150) из неолита, бакарног, бронзаног и гвозденог доба. Међу њима су насељене пећине, гробови, оружје, предримски новац и сл. Уз сточарство и земљорадњу у гвозденом добу се развија и трговина с околним средиштима.
За вријеме римске управе подручје су насељавала илирска племена, а административно је припадао далматинској провинцији. У то доба настају и путеви у долини Неретве. Базилика из 3—6. вијека у Циму (данас део Мостара) вјероватно је била сједиште бискупије Сарсентерум, која се налазила на подручју данашње Херцеговине.

### Средњи вијек
Ново раздобље настаје падом Царства и досељењем Словена. Током раног средњег вијека подручје Мостара припадало је покрајини Захумље (Хум). Упркос врховној власти Франака, ови су крајеви имали одређени степен самосталности, посебно за кнеза Михајла Вишевића (910. — 950.). Подручјем су једно вријеме владали Немањићи, затим босански бан, а током 14—15. вијека све су снажнији хумски кнезови. Један од њих — Стефан Вукчић Косача (у народним пјесмама познат и као Стјепан због ијекавског говора), који је столовао у Благају поред Мостара, 1448. добија титулу херцега (одатле и назив Херцеговина).
Дан оснивања града Мостара везан је уз изградњу двије куле/утврђења, средином 15. вијека, вјероватно у доба херцега Стефана. Утврђење на десној обали Неретве звало се Цимски град, а на лијевој Небојша. И први писани спомен Мостара везан је уз ове двије куле: дубровачки извјештај од 3. априла 1452. описује како се Владислав Херцеговић побунио против оца Стефана, отевши му неке посједе. У извјештају стоји: "узео је ... Благај и два утврђења на мосту на Неретви".
Име „Мостар“ први се пут појављује у турском попису становништва из 1468—1469, а да се оно односи на насеље око двије куле на Неретви, јасно је из једног документа са сједнице вијећа Дубровачке републике 1474.

### Доградња Мостара за вријеме владавине Херцега Шћепанa Вукчићa Косаче
Мостар је 1440. године проширио и доградио Радивој Гост, главни служитељ на двору Шћепанa Вукчићa Косачe, Великог војводе и утемељитеља Војводствa Светог Саве Српског, синовца и наследника Великог Bојводе Сандаља Хранићa Косаче, родоначелника Косачa (1392 -1435),који је 12. Маја 1429 године у Брезници као Господар од Соко Града, властелин Xумa и Xумcкe земље ca Конављeм дo Дубровника издао повељу Дубровчанима за обезбјеђење каравана и слободну трговину са жупом Брезницa и широм његових земаља.

### Османлијско раздобље
Османлијско освајање Мостара догодило се вјероватно 1468. У Мостару је тада боравило око 35 османлијских војника, којима су подјељени посједи, а затечени становници су постали кметови. Испочетка средиште кајмакамлука, Мостар је захваљујући саобраћајној важности прелаза преко Неретве почетком 16. вијека постао сједиште Херцеговачког санџака. Године 1566. дотадашњи дрвени мост замјењен је каменим, одлука којој је допринио административни и саобраћајни развој града.
У 16. и 17. вијеку биљежи се интензивно ширење града; крајем овог раздобља Мостар је имао око 10.000 становника. Град се развијао као типично османлијско насеље, с карактеристичним стамбеним четвртима — махалама, и трговачком четврти — чаршијом. Током 18. вијека дошло је до стагнације и пада броја становника.
У Мостару је рођен Јован Бован, велики српски народни добротвор. Бавио се на велико трговином у Далмацији. Радио је трговину са Сарајевом, Мостаром, Трстом и Анконом. У браку није имао деце, па је помагао све сроднике. Своје богатство делио је за живота манастирима, црквама, те сиротињи. А у свом тестаменту сачињеном 2. децембра 1801. године одредио је довољан износ да се за православце сународнике отвори српска школа и болница, у вољеном граду Шибенику. После његове смрти удовица је две куће њихове у Скрадину дала за поменуту сврху. Оне су заиста продате али је новац није пратио вољу задужбинареву, већ је потрошен у ратне (француске) сврхе. Тек 1832. године покренута је ствар са мртве тачке, а аустријска власт је у Милану од Француза новац повратила. Бованов фонд од 17.000 форинти је добро уложен и давао је годишњи приход од 850 форинти (од камате). Шибеничка општина је поступајући по налогу Више власти, две куће за школу и болницу обезбедила и православног пароха Николу Вујиновића за учитеља поставила.
Године 1833. основан је посебан Херцеговачки пашалук са сједиштем у Мостару, на челу с Али-пашом Ризванбеговићем, који је добио и везирску титулу. Отворени су и конзулати неких земаља (Аустрија, Италија, Русија, Британија и Француска). Саобраћајном значају допринијела је изградња пута Мостар-Метковић 1862.
Руски конзулат у Мостару је отворен 30. августа (11. септембра) 1858, на имендан руског цара Александра II. Мостарски Срби су у руским конзулима налазили културне и црквене добротворе, али и заштитнике, јер претходно чак нису смели дању сахрањивати мртве.

### Аустроугарска Монархија
Пријеломно раздобље за Мостар била је 1878. година. Те године окончана је османлијска владавина и започела је аустроугарска окупација. Аустроугарска управа донијела је са собом европске утицаје, не само у управљању градом, већ и његовом преобликовању, развоју и изградњи, што ће резултовати скоро потпуном преобразбом типичног османлијског насеља у европеизован град. У 40 година аустроугарске управе, Мостар је жељезничком пругом и цестама повезан са осталим центрима у БиХ и Далмацији. Изграђена су три моста у самом граду — мост на Мусали, Лучки и Царински мост. Град је добио модерни водовод и канализацију, те је електрификован.
Мостар је био средиште Херцеговачког округа. Аустроугарска управа представља једно од најплоднијих раздобља у изградњи и урбанизацији Мостара у његовој читавој историји. Изграђени су нови објекти — јавни, школски, стамбени и индустријски. Нова архитектура и потпуно другачија мјерила критерија и обликовних квалитета, полако су замијенили и истиснули стару архитектуру, али не рушећи је, чувајући вриједно.
У Мостару су у том раздобљу направљене једне од најљепших грађевина оријенталног стила, помијешаног с аустроугарском градњом попут: Старе гимназије, Градске бање, хотела Неретве, војарни Сјеверни и Јужни логор, Старе жељезничке станице и тргова Мусале и Трга хрватских великана, познатијег као Рондо. Међу истакнутим архитектима који су градили у Мостару истичу се Милош Комадина, Мирослав Лозе, Јосип Ванцаш, Максимилијан Давид и други.
Од 1914. до 1916, у време Првог светског рата, стрељана су или обешена четворица Срба: Јанко Ивезић, Трифко Зубац, Ђорђе Бартол и Сима Црногорац - соколи су им подигли споменик 1937.

### Краљевина Југославија
У вријеме успостављања Краљевине Срба, Хрвата и Словенаца, Мостар је затечен као сасвим модеран европски град с дугом традицијом. У раздобљу 1918—1945. није се градило много, тако да у смислу урбанизације овај период није много значајан. Угљенокоп је отворен 1919, а осим њега нису отваране нове фабрике. Ипак, формирано је више културно-умјетничких друштава углавном на народној или вјерској основи. Радници су 1926. основали културно-умјетничко друштво Абрашевић, које је свој врхунац видјело у социјалистичкој Југославији. У кругу фабрике дувана је у октобру 1935. подигнута биста краља Александра. Бетонски мост краља Петра Првог отворен је 7. јуна 1936. Камен темељац Српског дома је освећен у јулу 1940.
У времену између 1922. и 1929, Мостар је био у саставу Мостарске области, а потом Приморске бановине до 1939. Од тог периода, па до избијања Другог свјетског рата био је у саставу Бановине Хрватске.

### Други свјетски рат
Хапшења и ликвидирања Срба, Јевреја и Рома у Мостару и околини почела су у љето 1941. године у три велика таласа, с тим што оно никада није потпуно престајало.
Масовна хапшења и убијања мостарских Срба (у првом реду интелигенције) почела су 24. јуна 1941. по подне. Хапшења су вршена по кућама, канцеларијама, занатским радионицама, на Лучкој малти, трговима, улицама, баштама, њивама, непрекидно три дана. Претходно је наређено да Срби и Јевреји за три дана не излазе из својих кућа, уз пријетњу да ће сваки онај који прекрши наређење бити на лицу мјеста стријељан. Због тога је, за три дана (24—26. јуна) ухапшено 450 људи и затворено у жандармеријску станицу и школу „Краљице Марије“ која је претворена у сабирни логор. Билу су то људи из свих друштвених слојева: интелектуалци, радници, сељаци, занатлије, трговци, службеници, пензионери.
Међу првима су похапшени познати мостарски трговци: Шаин, Радуловић, Кадијевић, Пешко, Чоловић, Тохољ, Њуњић, Комад, Хамовић, Черековић, Комненовић, Миљевић, и други; свештеници: В. Гвозденовић, Ј. Војовић, Д. Ашкрабић, О. Радић, П. Пејановић, В. Петковић; просветни радници: Д. Мучибабић, Ђ. Тилимбат П. Јанић, као и многи други. Похапшени људи су већ наредне ноћи убијени на мостовима мутне и крваве Неретве, на Скакалима, у Сутини, код Ортијешког гробља, у селу Илићима, код рудника мрког угља и другим стратиштима. Највише је оних који су камионима одвезени пут Читлука, Љубушког и Широког Бријега, поклани ножевима или побијени маљевима, моткама специјално направљеним гвозденим шипкама и сурвани у неку од знаних и незнаних јама и других масовних гробница.
Свједоци које је саслушавала Земаљска комисија за утврђивање злочина окупатора и њихових помагача наводе да су тих суморних јунских дана својим очима гледали како усташе одвозе пуне камионе везаних Срба према Читлуку и Широком Бријегу и како се доцније враћају с празним камионима, каљави и крвави свраћају у кафану на Балиновцу, пију и љубе крваве каме. Свједок Марјан Павелић, на примјер истиче да му се као поглавниковом презимењаку усташа Агустин Турк хвалио да је убио 508 Срба и испричао му да су га приликом одвођења мостарских Срба на стратиште, у камиону напала два Србина, која су успјела да се одријеше, али да их је он савладао и лично убио осморицу.

### Рат у БиХ
Током грађанског рата 1990-их, сам Мостар био је разорен, а највише су страдали Саборна црква и Стари мост преко Неретве, који су срушени. Срби су били прогнани од стране ХВО-а и ХОС-а.

## Становништво
|                      | 2013.           | 1991.            | 1981.            | 1971.            |
| Укупно               | 60 195 (100,0%) | 75 865 (100,0%)  | 63 427 (100,0%)  | 47 802 (100,0%)  |
| Хрвати               | 29 475 (48,97%) | 21 795 (28,73%)  | 17 621 (27,78%)  | 14 448 (30,22%)  |
| Бошњаци              | 25 788 (42,84%) | 25 929 (34,18%)1 | 18 414 (29,03%)1 | 19 244 (40,26%)1 |
| Срби                 | 2 109 (3,504%)  | 14 142 (18,64%)  | 11 353 (17,90%)  | 10 450 (21,86%)  |
| Неизјашњени          | 1 143 (1,899%)  | –                | –                | –                |
| Остали               | 560 (0,930%)    | 2 444 (3,222%)   | 452 (0,713%)     | 619 (1,295%)     |
| Босанци и Херцеговци | 250 (0,415%)    | –                | –                | –                |
| Албанци              | 246 (0,409%)    | –                | 118 (0,186%)     | 114 (0,238%)     |
| Непознато            | 146 (0,243%)    | –                | –                | –                |
| Роми                 | 128 (0,213%)    | –                | 81 (0,128%)      | 1 (0,002%)       |
| Муслимани            | 118 (0,196%)    | –                | –                | –                |
| Југословени          | 75 (0,125%)     | 11 555 (15,23%)  | 14 732 (23,23%)  | 2 172 (4,544%)   |
| Босанци              | 59 (0,098%)     | –                | –                | –                |
| Словенци             | 32 (0,053%)     | –                | 154 (0,243%)     | 218 (0,456%)     |
| Црногорци            | 28 (0,047%)     | –                | 400 (0,631%)     | 413 (0,864%)     |
| Македонци            | 18 (0,030%)     | –                | 102 (0,161%)     | 123 (0,257%)     |
| Православци          | 9 (0,015%)      | –                | –                | –                |
| Украјинци            | 6 (0,010%)      | –                | –                | –                |
| Турци                | 5 (0,008%)      | –                | –                | –                |

1. 1 На пописима од 1971. до 1991. Бошњаци су пописивани углавном као Муслимани.

## Познате личности
- Сергеј Трифуновић, глумац
- Катарина Амброзић, српска историчарка умјетности и универзитетски професор
- Душан Бајевић, некадашњи југословенски и босанскохерцеговачки фудбалер и фудбалски тренер
- Џемал Биједић, југословенски правник и политичар
- Бојан Богдановић, хрватски кошаркаш
- Фрањо Владић, некадашњи југословенски фудбалер
- Дражен Далипагић, некадашњи југословенски и српски кошаркаш и кошаркашки тренер
- Осман Ђикић, српски пјесник
- Урош Круљ, српски љекар и бан Зетске бановине у Краљевини Југославији
- Енвер Марић, некадашњи југословенски фудбалер
- Предраг Матвејевић, хрватски и босанскохерцеговачки књижевник
- Јасна Мердан Колар, некадашња југословенска и аустријска рукометашица
- Веселин Мисита, потпуковник Југословенске војске и припадник четничког покрета
- Гордан Михић, српски сценариста
- Мухамед Мујић, некадашњи југословенски фудбалер
- Ђорђе Пејановић, српски просвјетни, културни и национални радник
- Химзо Половина, југословенски пјевач народне музике
- Жељко Самарџић, српски пјевач
- Блаж Слишковић, некадашњи југословенски и босанскохерцеговачки фудбалер и фудбалски тренер
- Бранка Соврлић, српска пјевачица
- Ристо Дуждевић Тохољ, српски револуционар, четник и официр
- Смаил-ага Ћемаловић, српски публициста и предсједник мостарске општине
- Владимир Ћоровић, српски историчар и академик
- Светозар Ћоровић, српски писац
- Иван Ћурковић, некадашњи југословенски фудбалер и предсједник ФК Партизан
- Енвер Хаџиабдић, некадашњи југословенски фудбалер
- Драган Човић, хрватски политичар из Босне и Херцеговине, предсједник Хрватске демократске заједнице БиХ
- Алекса Шантић, српски пјесник
- Дражен Далипагић, српски кошаркаш
- Владимир Гоати, публициста
- Радомир Дамњановић Дамњан, сликар